# Platygaster crassus
Platygaster crassus is een vliesvleugelig insect uit de familie van de Platygastridae. De wetenschappelijke naam van de soort is voor het eerst geldig gepubliceerd in 1938 door Kryger & Schmiedeknecht.